# 虛淵玄
虛淵玄（日语：／ Urobuchi Gen，1972年12月20日—），日本男性劇作家，Nitro+公司董事。

## 簡歷
其曾祖父為貴族院議員和田維四郎。祖父為推理作家大坪砂男，被江戶川亂步稱為“戰後派五人男”。母親瀬畑奈津子是聲優、歌手，父親和田周是劇作家。
日本和光大學畢業。原本立志成為小說家，而後進入電腦遊戲製作公司Nitro+。擔任該公司出道作品《Phantom -PHANTOM OF INFERNO-》劇本（企劃、導演）等職。之後推出第二作《吸血殲鬼》、第三作《鬼哭街》，其後擔任於《"Hello, world."》企劃原案，在《斬魔大聖Demonbane》一作之後多半是擔任監修與製作總括的任務。
《續集・殺戮荒野 -地獄之通緝犯-》是他繼《沙耶之歌》後，睽違4年再度擔任遊戲劇本。在與TYPE-MOON的聯合企劃《Fate/Zero》中負責書寫小說。《Fate/Zero》在2006年12月的「Comic Market 71」發售第1集「第四次聖杯戰爭秘話」，隔年2007年12月於「Comic Market 73」上推出第4集「煉獄之炎」完結。漫畫家廣江禮威個人相當欣賞《Phantom》、《續集・殺戮荒野 -地獄之通緝犯-》等作品，因此在2008年請虛淵執筆《企業傭兵》的小說。內容是「Fujiyama Gangsta Paradise」（日本篇）時間點之前的原創故事。2011年1月推出了企業傭兵小說第2集。
2011年上半年，虛淵以《魔法少女小圓》一作聲名大噪，得到多個製作單位邀請參與工作。其中一部為電視動畫《PSYCHO-PASS》，該作的總導演本廣克行曾指出對《魔法少女小圓》感到欽佩而萌生合作念頭。東映亦與虛淵玄聯合創作動畫電影《樂園追放》，並讓其擔任特攝片《假面騎士鎧武》編審，製片人武部直美表明起用原因亦是對《魔法少女小圓》的欣賞所致。另外同時期已有動畫製作計劃的《Fate/Zero》及由Production I.G主力投資的《翠星上的加爾岡緹亞》等，足見該作的龐大影響力。

## 個人資料
虛淵是名電影愛好者，作品中有許多仿效電影的場面。例如《Phantom -PHANTOM OF INFERNO-》作品內有部分是仿效《終極追殺令》的構想所形成的，而其中一名女主角也曾模仿過《計程車司機》主角的台詞，並使用《黃昏雙鏢客》的方式進行對決。（動畫作品《NOIR》曾經因為太像《Phantom》，而在網路上掀起討論是否應對該作提出告訴時，虛淵留言回應大概如下：「要是那樣做的話，我也應該被電影製作者提告吧」）曾於美少女遊戲資訊月刊「TECH GIAN」的遊戲製作者專欄上寫過《八毫米》《神鬼尖兵》的二次創作，在C64上推出的同人遊戲《淨火紋章》為電影《重裝任務》的二次創作，借用重裝任務的世界觀，描寫自創角色間的對決。此外，他在2011年推出的個人首部動畫作《魔法少女小圓》也被認為致敬了《咒怨2》錄影帶版劇中的橋段。
執筆鬼哭街時著迷武俠小說，特別是古龍，並推薦喜歡這部作品的人去看多情劍客無情劍、楚留香、邊城浪子。

### 風格
相較於成人電子遊戲界隨處可見的「輕鬆‧性愛描寫」題材，虛淵更著重黑暗奇幻的「沉重‧暴力描寫」，其所構築的厚重世界觀、細緻劇本獲得許多愛好者肯定。受到Leaf公司的成人電子遊戲《雫》、《痕》的影響，作品多半採用那類英雄主義也是特徵之一。他曾於《Fate/Zero Vol.1》與《白貌傳道師》的後記內自稱「想要寫出溫暖人心的故事」，並舉甜心戰士為例，自封為「愛的戰士」。
他所執筆的故事經常朝向「bad end（最惡事態）」發展，劇中角色往往認為自己採取最佳行動，或在一次不經意的選擇下引發意外發展，終究導致無以救贖的灰暗結局。虛淵本人對此感到煩惱，甚而考慮封筆，此時執筆的《Fate/Zero》成為他走出低潮的契機。

### 筆名
「虛淵玄」這個筆名的靈感，源自美國作家史蒂芬·金的某部作品中，主角「心靈暗處闖入怪物」的橋段。
在參與《魔法少女小圓》的製作時、與新房昭之、蒼樹梅、SHAFT使用共同筆名，以「Magica Quartet」為名義進行創作。在《魔法少女小圓》的製作名單中，原作除了標示Magica Quartet外，在系列構成・腳本上也打上了虛淵的名字。

### 逸事
東京動畫獎風波
2012年虛淵獲得東京國際動畫博覽會（TAF）第11回東京動畫獎個人部門劇本獎。但由於TAF的實行委員長石原慎太郎曾主導推動《東京都青少年健全育成條例》戕害出版自由，因此虛淵得知獲獎後在個人Twitter為文「對於威脅表達自由的人們的讚賞　真不知該不該高興」，並將不滿之情寫入得獎名冊感想文章。
「被虛淵」
在歐美觀眾中，他的名字成了獵奇形容詞代表，其筆名的姓氏虛淵（urobuchi）與虐殺（butcher）一詞結合，成為新字「Urobutchered（虚淵される；被虛淵了）」，形容其筆下角色屢見不鮮的獵奇慘死：
|  | Poor ◯◯ was urobutchered! 可憐的◯◯被虛淵了！ |

虛淵出席2013年法國漫展（Epitanime 2013）時受到熱烈歡迎，影迷特製「屠夫虛淵玄 歡迎來法國」的海報迎接他，並裝扮成丘比（QB）請他簽名。
教育觀
2013年12月22日，虛淵玄曾在漫畫家小池一夫主持的NICONICO直播節目中主張：「我認為教育小孩『世界上没有黑暗』是一件非常糟糕的事情。」

## 作品

### 商業作品

#### 遊戲劇本
- Phantom -PHANTOM OF INFERNO-（2000年，Nitro+）
- 吸血殲鬼（2001年，Nitro+）
- 鬼哭街（2002年，Nitro+）
- 沙耶之歌（2003年，Nitro+）
- 續・殺戮荒野 -地獄之通緝犯-（2007年，Nitro+）
- 穿越!超時空紛爭花札大作戰「卑鄙必勝本德」、「優雅的愉悅俱樂部」篇（2012年，TYPE-MOON）
- 双枪激斗（2012年，SQUARE ENIX，故事原案，動畫版系列構成实为海法纪光，與虛淵玄無關）

- Fate/Grand Order（2016年，TYPE-MOON）
  - 特別活動《Fate/Accel Zero Order》劇本擔當
  - 主線劇情《Lostbelt No.3 人智統合真國 SIN 紅之月下美人》

#### 動畫劇本
- Phantom -PHANTOM THE ANIMATION（KSS製作，腳本原案）
- 蒼色騎士（GONZO製作，系列構成、腳本：10、11、12、15、16、17、22、23話）
- Phantom ～Requiem for the Phantom～（BEE TRAIN製作，腳本：6、18、25話）
- 魔法少女小圓（Aniplex・SHAFT製作，原作、系列構成、腳本：全12話）
  - 劇場版 魔法少女小圓［前篇］起始的物語（SHAFT製作，腳本）
  - 劇場版 魔法少女小圓［後篇］永遠的物語（SHAFT製作，腳本）
  - 劇場版 魔法少女小圓［新篇］叛逆的物語（SHAFT製作，腳本）
  - 劇場版 魔法少女小圓〈瓦爾普吉斯之迴天〉（SHAFT製作，腳本）
- PSYCHO-PASS（Production I.G製作，故事原案、腳本：全22話）
- 翠星上的加爾岡緹亞（Production I.G製作，故事原案、系列構成、腳本：第1、13話)
- ALDNOAH.ZERO（A-1 Pictures・Troyca联合製作，故事原案、腳本：第1、2、3話)
- 樂園追放（東映動畫・Graphinica 製作，腳本)
- 哥斯拉 (動畫電影) （Polygon Pictures制作，故事原案、脚本）
- Obsolete （万代南梦宫・武右卫门制作，原案、系列构成、脚本：1、2、3、4话）
- 泡泡（WIT STUDIO製作，腳本）
- REVENGER （亞細亞堂制作，原案、系列构成、脚本）
- 對馬戰鬼：奇譚（神風動畫制作，劇本統籌）

#### 日本特攝劇本
- 假面騎士鎧武

#### 台灣布袋戲劇本
- Thunderbolt Fantasy 東離劍遊紀（2016年）
- Thunderbolt Fantasy 生死一劍（2017年）
- Thunderbolt Fantasy 東離劍遊紀2（2018年）
- Thunderbolt Fantasy 西幽玹歌（2019年）
- Thunderbolt Fantasy 東離劍遊紀3（2021年）
- Thunderbolt Fantasy 東離劍遊紀4（2024年）
- Thunderbolt Fantasy 東離劍遊紀 最終章（2025年）

#### 小說
- 鬼哭街
  1. 紫電掌（2004年12月25日發售）
  2. 鬼眼麗人（2005年2月發售）
- 企業傭兵（原作：廣江禮威）
  1. 惡魔之風（2008年7月18日發售）
  2. 罪孽深重魔術師的哀歌（2011年1月18日發售）
- 鋼鐵之翼
  1. （2009年7月17日發售，台灣尖端出版社代理中文版為2012年7月17日發售[12]）
  2. （2009年12月18日發售，台灣尖端出版社代理中文版為2012年12月14日發售[13]）
- Fate/Zero
  1. 第四次聖盃戰爭秘話（2011年1月12日發售，台灣尖端出版社代理中文版為2013年11月8日發售[14]）
  2. 英靈參集（2011年2月9日發售，台灣尖端出版社代理中文版為2014年1月8日發售，官方中文譯名為英靈齊聚[15]）
  3. 王者們的狂宴（2011年3月10日發售，台灣尖端出版社代理中文版為2014年2月4日發售，官方中文譯名為眾王的狂宴[16]）
  4. 消逝而去的人們（2011年4月7日發售）
  5. 闇之胎動（2011年5月10日發售）
  6. 煉獄之炎（2011年6月10日發售）
- 金瞳與鐵劍（2011年4月14日發售）

#### 短編
- 敵為海盜：向SF作家神林長平致敬的作品集。2009年12月25日發售。

#### 連載
- 金瞳與鐵劍 於（星海社的官方網站最前線每月更新，自2010年9月15日開始連載）插畫：高河弓

#### 漫畫原作
- 吸血殲鬼（全2冊 2001年-2002年　由坂田徹也擔任作畫）
- Ancient Misty（全1冊 2007年3月-8月　由中村哲也擔任作畫）

#### 小說原作
- Phantom（執筆者為リアクション）
  1. Ein（2002年5月發售）
  2. Zwei（2002年11月發售）
- 吸血殲鬼（執筆者為種子島貴）
  1. WHITE NIGHT（2003年1月發售）
  2. MOON TEARS（2003年2月發售）
- 再續・殺戮荒野害傳 地獄之徒步旅行蕩婦（2007年12月發售　作者為佐藤大和ストーリーライダーズ）
- 魔法少女☆小圓（執筆者為一肇）
  1. Nitro+版上下兩冊（2011年8月發售）
  2. 芳文社 修正編輯版一冊（日文版：2012年5月9日發售）

### 同人作品
- 淨火紋章
- HAGAKURE ROYAL（收錄在《中央東口之光明驅魔師EX》裡　2003年　由中央東口擔任作畫）
- Highschool・Battleheater（收錄在《中央東口之光明驅魔師EXⅡ》裡　2005年　由中央東口擔任作畫）
- 白貌傳道師（日语：白貌の伝道師）（2004年12月29日發售，台灣青文出版社代理中文版為2008年12月5日發售[17]）
- Fate/Zero
  1. 第四次聖盃戰爭秘話（2006年12月29日發售）
  2. 王者們的狂宴（2007年3月31日發售）
  3. 消逝而去的人們（2007年7月27日發售）
  4. 煉獄之炎（2007年12月29日發售）

## 評價與獲獎
筑波大學醫學院的齋藤環教授認為，創造了角色史上最初的安提戈涅（鹿目圓）的虛淵玄，將會因此名留青史。
| 年度   | 獎項                      | 獎項部門 | 獲獎作品             | 結果 |
| ------ | ------------------------- | -------- | -------------------- | ---- |
| 2011年 | Newtype×Machi★Asobi動畫獎 | 劇本獎   | 《魔法少女小圓》     | 獲獎 |
| 2012年 | 東京動畫獎                | 劇本獎   | 《魔法少女小圓》     | 獲獎 |
| 2015年 | Newtype×Machi★Asobi動畫獎 | 劇本獎   | 《心理测量者剧场版》 | 獲獎 |

## 關聯書籍
收錄訪談
- 『美少女遊戲的臨界點+1』波狀言論（東浩紀個人事務所）、2004年12月
- 『FICTION ZERO / NARRATIVE ZERO』講談社文藝X出版部、2007年8月

## 註解
1. ↑  話題の深夜アニメで夢タッグ結成！ 『踊る大捜査線シリーズ』本広克行＆『魔法少女まどか☆マギカ』虚淵玄 “サイコパス”対談 （页面存档备份，存于） exciteニュース 週プレNEWS 2012年10月11日 2012年10月11日閲覧
2. ↑  『ハイパーホビー』2013年10月号、徳間書店、pp.10 - 11
3. ↑  动画考察34 从概念和设定的混交到虚渊玄交给《魔法少女小圆》的任务 - 动画考察 - 知乎专栏
4. ↑  Gabriella Ekens. .   [2021-04-20]. （原始内容存档于2021-05-06）.
5. ↑  マフィア梶田. . 4gamer.   [2011-06-18]. （原始内容存档于2021-02-25）.
6. ↑  .   [2014-02-06]. （原始内容存档于2016-08-13）.
7. ↑  「動畫質問狀：《魔法少女小圓》――以嶄新的切入點對魔法少女『投下賭注』」『アニメ質問状：「魔法少女まどか☆マギカ」　新たな切り口の魔法少女に「賭けでした」 - MANTANWEB（まんたんウェブ）』毎日新聞社 2011年4月21日。
8. ↑  .   [2013-09-21]. （原始内容存档于2020-09-28）.
9. ↑  . ニコニコニュース.   [2013年10月29日]. （原始内容存档于2013年11月3日） （日语）.
10. ↑  爱的战士名扬海外！虚渊玄参加法国漫展受到热烈欢迎 178动漫频道 （页面存档备份，存于）（中文）
11. ↑  .   [2014-10-05]. （原始内容存档于2014-10-06）.
12. ↑  .   [2014-01-12]. （原始内容存档于2016-03-04）.
13. ↑  .   [2014-01-12]. （原始内容存档于2016-03-04）.
14. ↑  .   [2014-01-12]. （原始内容存档于2016-03-04）.
15. ↑  .   [2014-01-12]. （原始内容存档于2016-03-04）.
16. ↑  .   [2014-01-12]. （原始内容存档于2016-04-20）.
17. ↑  .   [2014-01-12]. （原始内容存档于2014-01-12）.
18. ↑  斎藤環「まどか☆エチカ、あるいはキャラの倫理」『ユリイカ』2011年11月臨時増刊号。

## 外部連結
- （日語）Nitro+網站上介紹虛淵玄執筆作品的頁面『虚淵玄列傳』
- （日語）Nitroplus HOMEPAGE
- 虚淵玄 (Butch_Gen)的X（前Twitter）